# Mark Frost
Mark Frost (Nova Iorque, 25 de novembro de 1953) é um romancista, roteirista, diretor e produtor americano.

## Biografia
Nasceu em Nova Iorque e mudou-se com sua família para Los Angeles durante sua infância. Ele é o filho do ator Warren Frost, o Dr. Hayward em Twin Peaks, e irmão da atriz Lindsay Frost e do escritor Scott Frost. Graduou-se na Universidade Carnegie Mellon em 1975.

### Televisão e Cinema
Mark Frost foi roteirista da série de televisão da NBC: Hill Street Blues. Ele cocriou as séries de televisão da ABC: Twin Peaks e On the Air com David Lynch. No cinema ele coroteirizou e dirigiu o filme Storyville, co-roteirizou o Quarteto Fantástico de 2005 e roteirizou The Greatest Game Ever Played, baseado em seu livro de mesmo nome.

## Livros

### Ficção
- The List of Seven (1993) No Brasil: A Lista dos 7 (Editora Record, 1997)
- The Six Messiahs (1995) No Brasil: Os 6 Messias (Editora Record, 1998)
- Before I Wake (1997) com o pseudônimo Eric Bowman
- The Second Objective (2009)

#### Série A profecia do Paladino
1. Paladin Prophecy 1: The Paladin Prophecy (2012) No Brasil: A profecia do Paladino (Editora Record, 2016)[3]
2. Paladin Prophecy 2: Alliance (2013) No Brasil: Aliança - Vol. 2 A profecia do Paladino (Editora Record, 2017)
3. Paladin Prophecy 3: Rogue (2015)

### Twin Peaks
- The Secret History of Twin Peaks (2016) No Brasil: A História Secreta De Twin Peaks (Companhia das Letras, 2017)
- Twin Peaks: The Final Dossier (2017)

### Não-ficção
- The Greatest Game Ever Played: A True Story (2002)
- The Grand Slam: Bobby Jones, America, And the Story of Golf (2006)
- The Match: The Day the Game of Golf Changed Forever (2007)
- Game Six (2009)

## Filmografia
Como roteirista
- The Believers (1987)
- Storyville (roteirista e diretor, 1992)
- The Greatest Game Ever Played O Melhor Jogo de Sempre (título em Portugal) ou O Melhor Jogo da História (título no Brasil) (2005)
- Fantastic Four Quarteto Fantástico (2005)
- Fantastic Four: Rise of the Silver Surfer Quarteto Fantástico e o Surfista Prateado (2007)

## Séries
Como criador e ou roteirista
- Twin Peaks
- Hill Street Blues A balada de Hill Street (título em Portugal) ou Chumbo Grosso (título no Brasil) (1981-1987)
- Buddy Faro
- The Equalizer
- The Six Million Dollar Man (1974-1978)
- American Chronicles
- All Souls
- On the Air (1992)